# Estação Parque Carabobo
A Estação Parque Carabobo é uma das estações do Metrô de Caracas, situada no município de Libertador, entre a Estação La Hoyada e a Estação Bellas Artes. Administrada pela C. A. Metro de Caracas, faz parte da Linha 1.
Foi inaugurada em 27 de março de 1983. Localiza-se na Avenida Universidad. Atende a paróquia de La Candelaria.